# Raplamaa
Raplamaa (in estone Rapla maakond) è una delle 15 contee dell'Estonia, situata nella parte occidentale del Paese.
Confina a est con Järvamaa, a sud con Pärnumaa, a ovest con Läänemaa e a nord con Harjumaa.

## Geografia antropica
La contea è divisa in 10 comuni, tutti rurali (in estone vald): anche la città (in estone linn) di Rapla, capoluogo della contea, è parte di un comune rurale.

### Comuni rurali

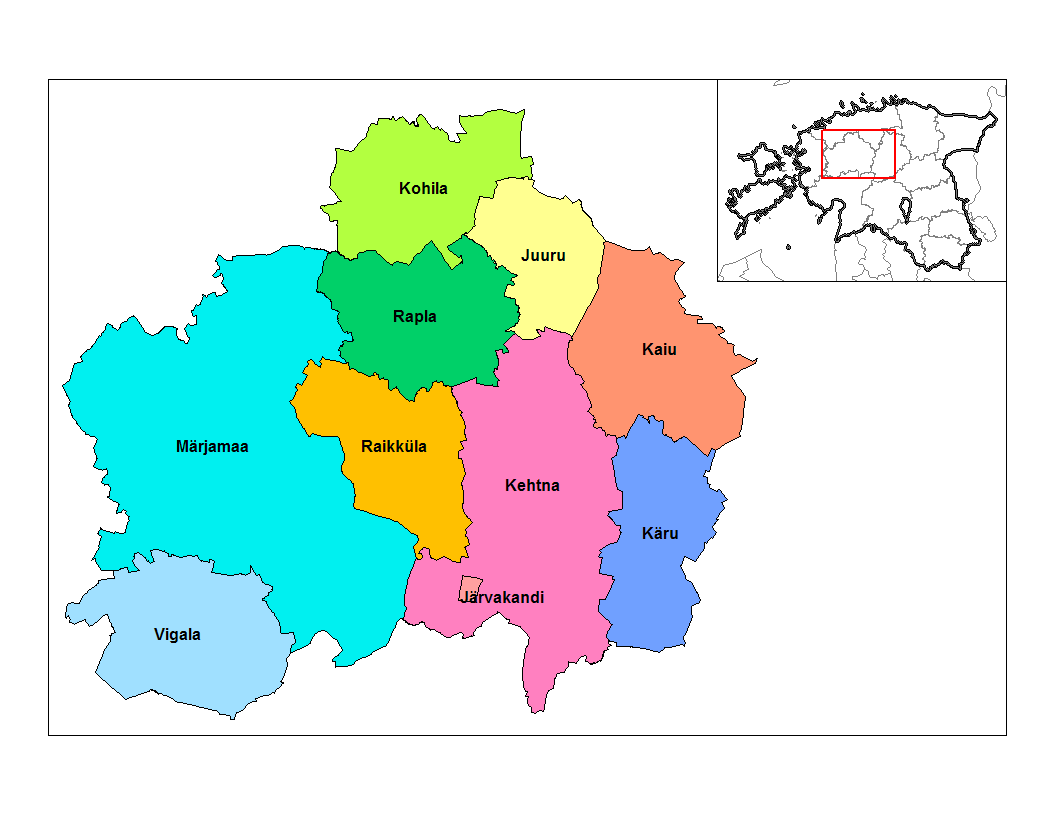
I comuni nella contea di Raplamaa

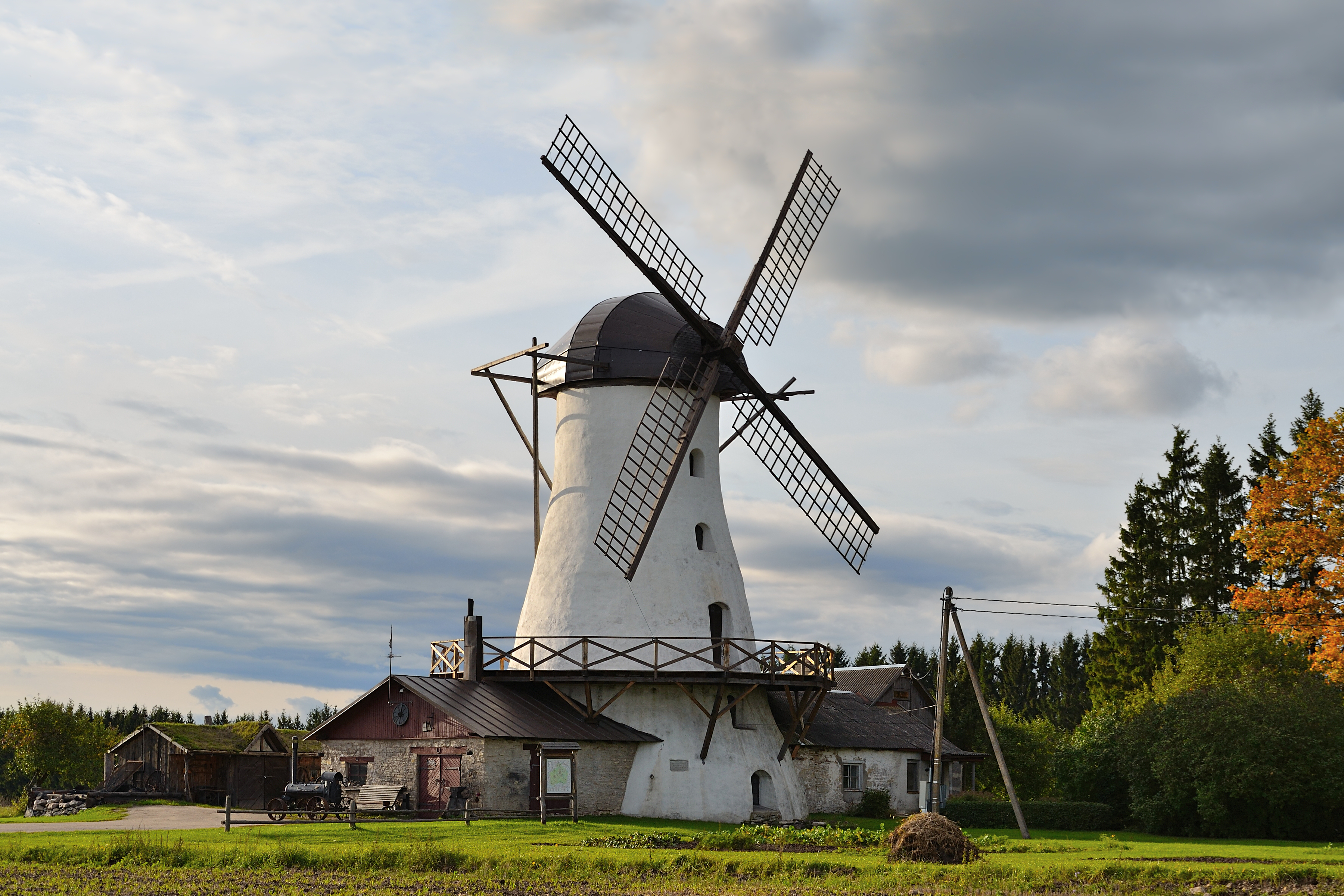
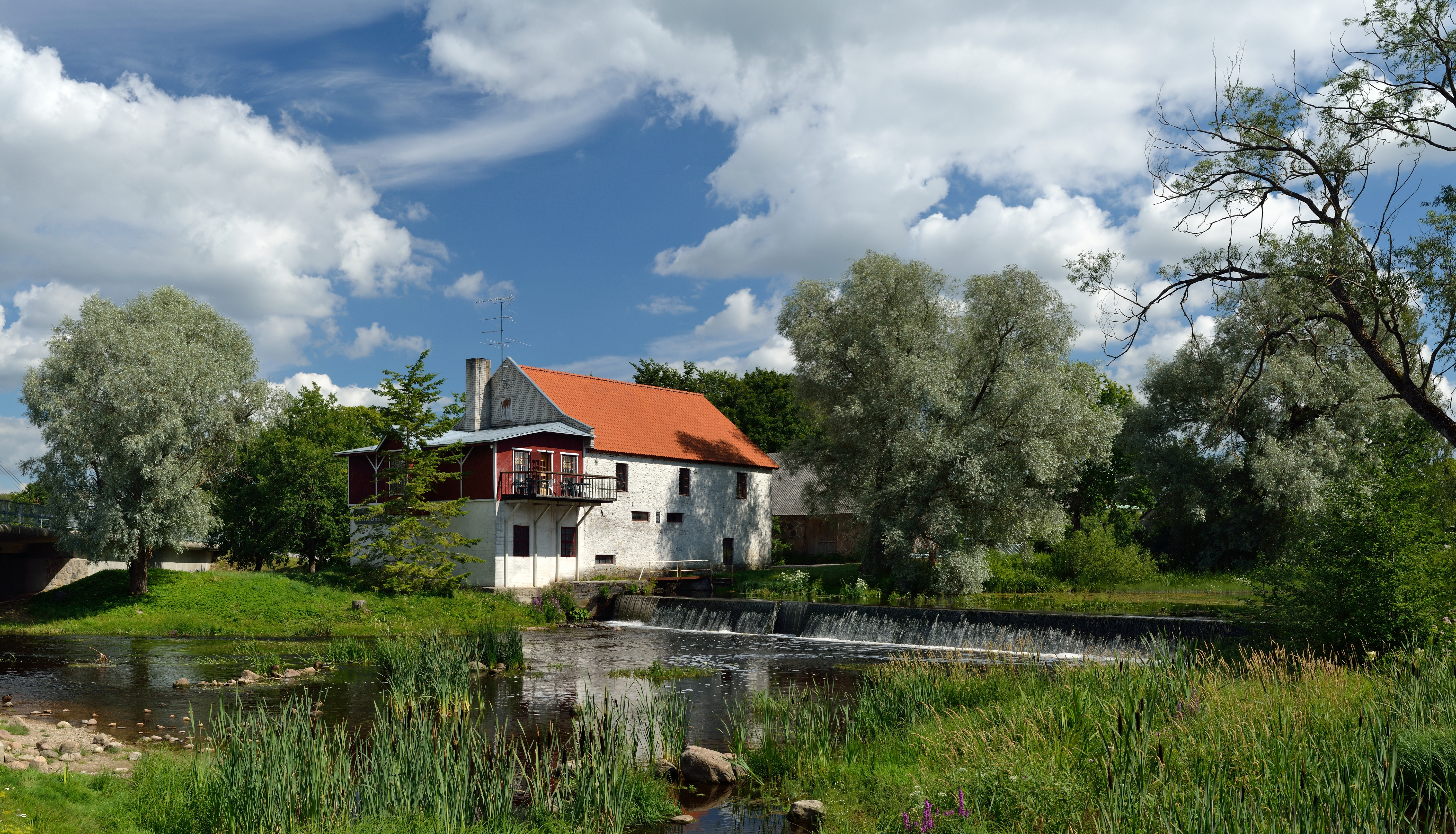
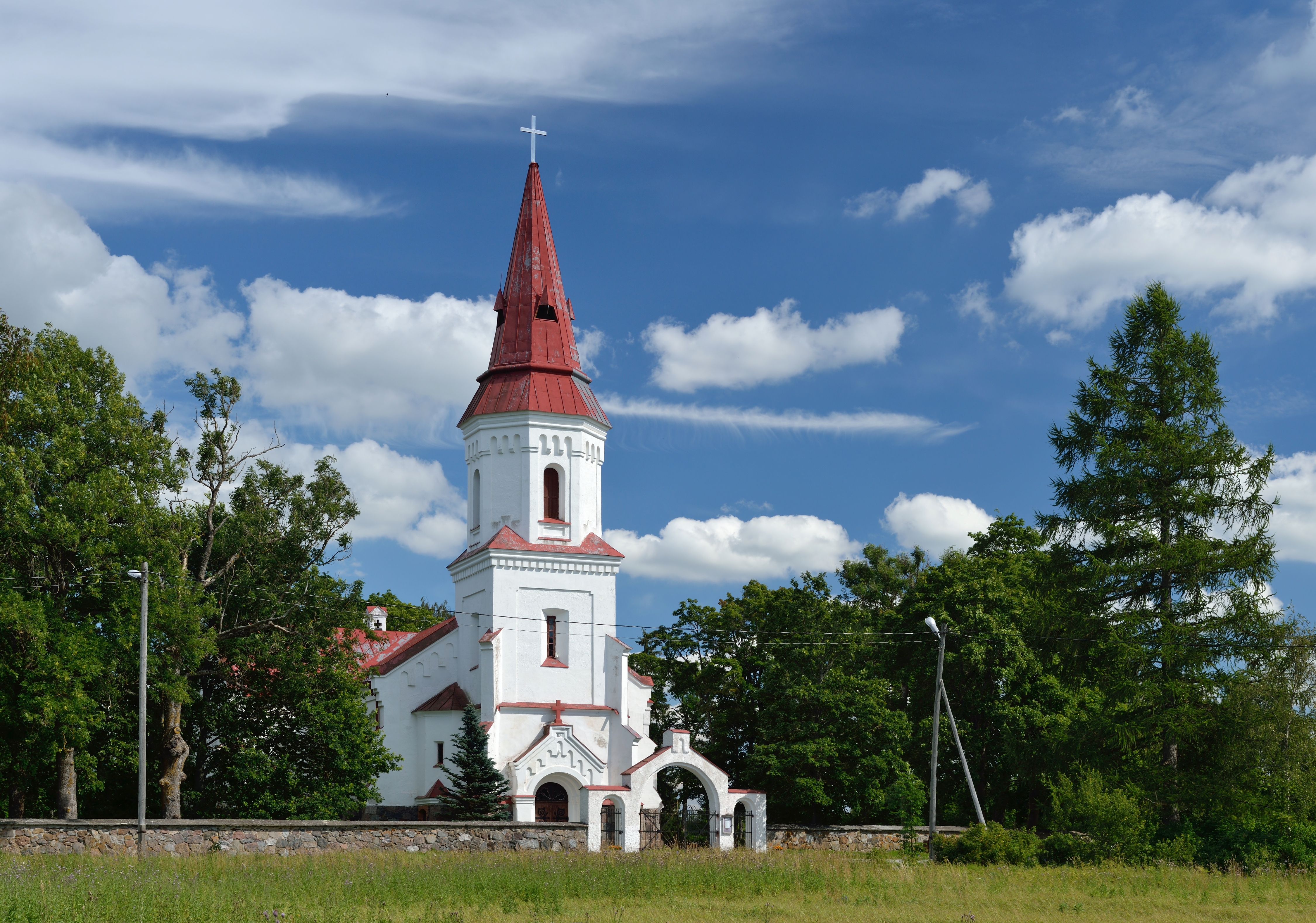
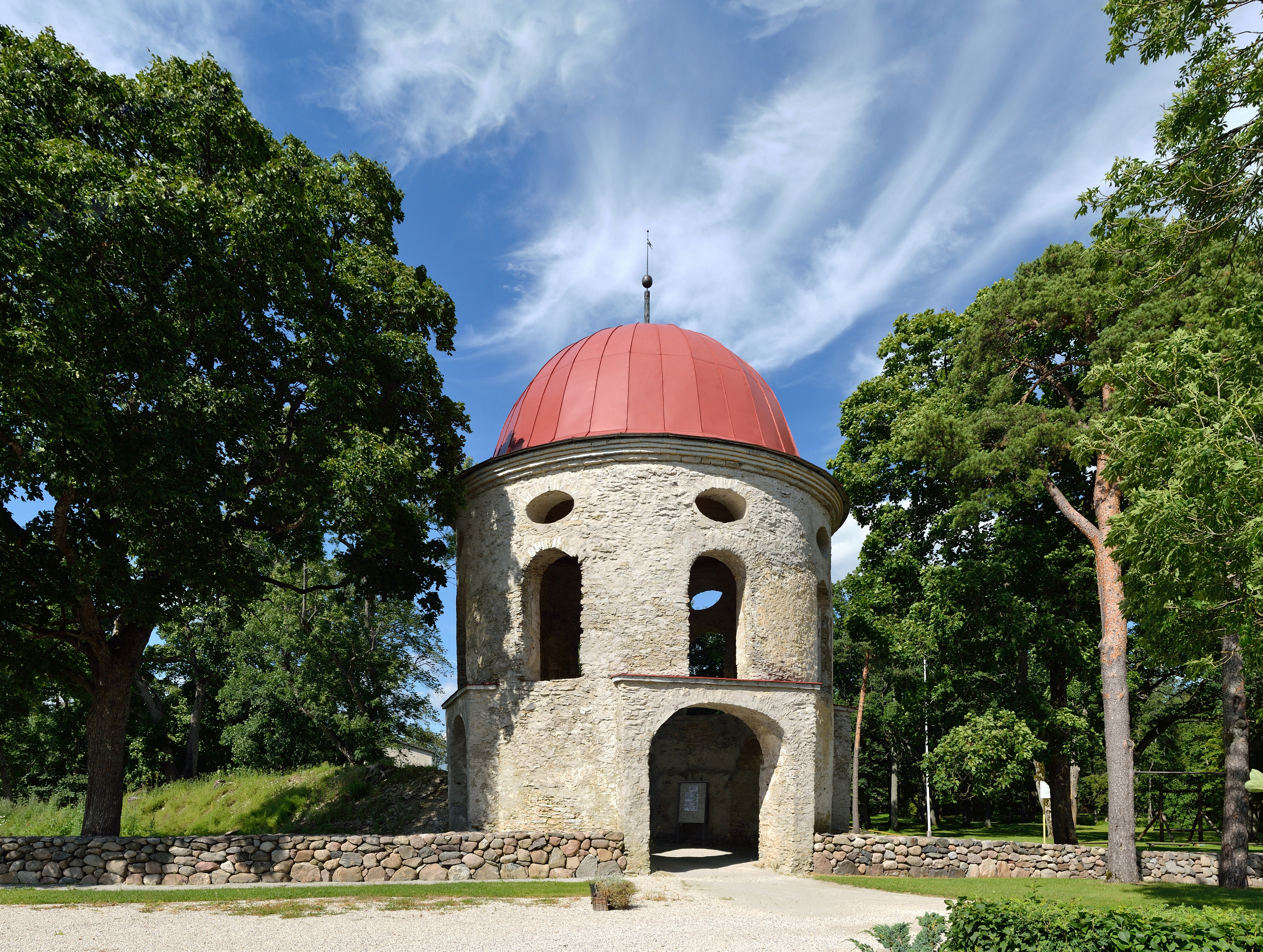
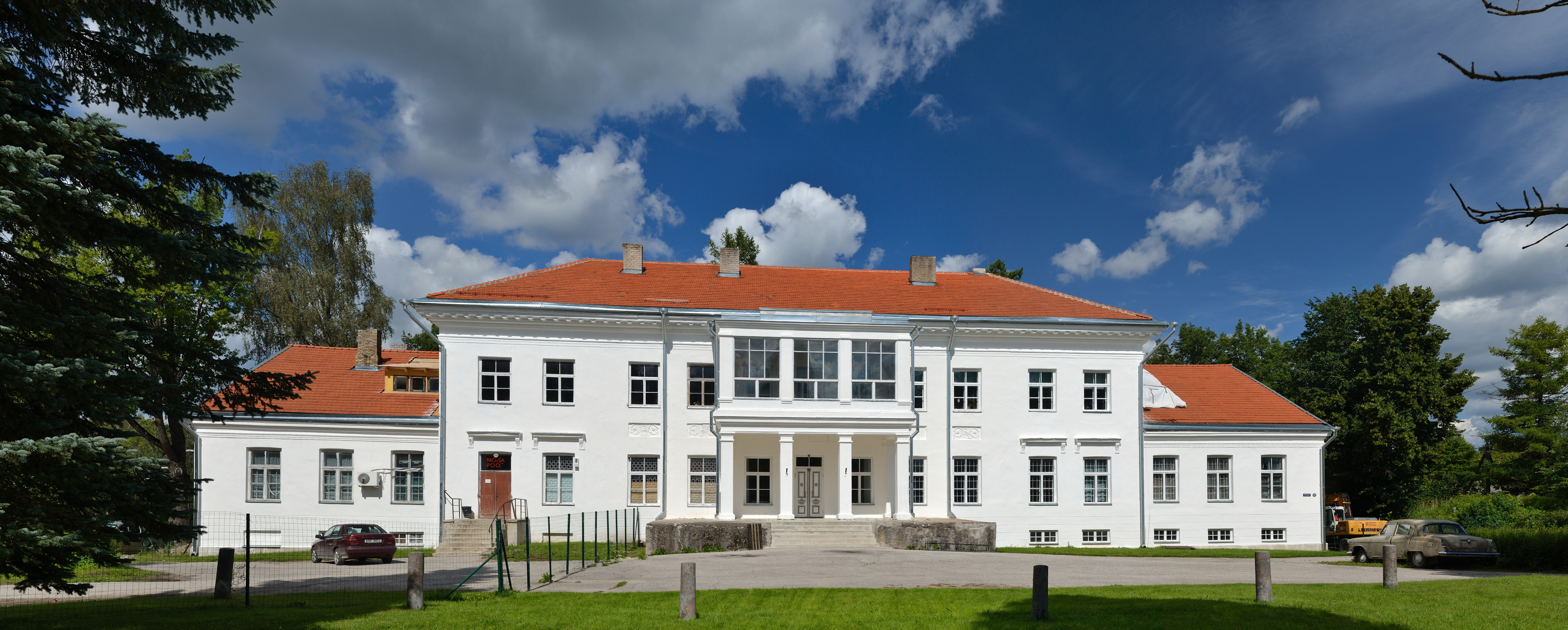
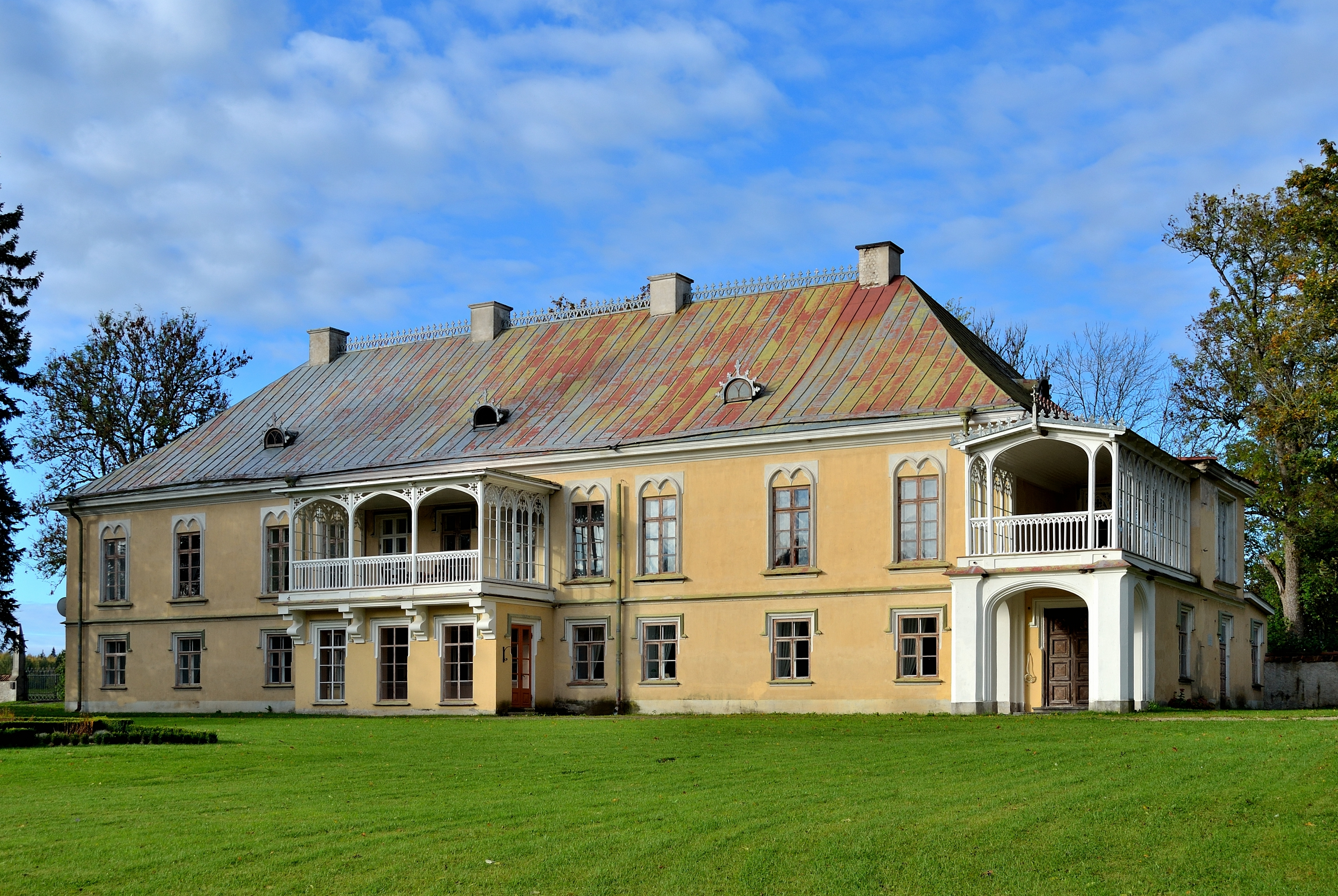

- Juuru
- Järvakandi
- Kaiu
- Kehtna
- Kohila
- Käru
- Märjamaa
- Raikküla
- Rapla
- Vigala